# Клисар
Клисарят (ж.р. клисарка) е служител в православната църква, който няма духовен сан. Обичайните задължения на клисаря включват: палене на кандилата и свещите пред иконите; подготовка и подреждане на църковните книги за литургия и други служби; биене на камбаните и други.